# Triglyphus
Triglyphus là một chi ruồi trong họ Syrphidae.